# Tenda
Tenda je sekundarna kritina, nameščena na zunanji strani objekta. Običajno sestoji iz akrilne ali poliestrske tkanine, ki je vpeta v kovinsko ali leseno konstrukcijo. Osnovna naloga tende je zaščita pred soncem in škodljivimi UV-žarki, obenem pa tudi zaščita pred dežjem.
Tende so vedno bolj razširjene pri ekološki gradnji, saj so prihranki pri porabi električne energije, ob hlajenju prostorov s klimatskimi napravami vse do 42 KWh/m² letno.

## Vrste tend glede na obliko konstrukcije
Glede na obliko konstrukcije lahko tende razdelimo na:
- prostoviseče tende
- navpične tende z vodili
- škarjaste tende
- kasetne škarjaste tende
- tende za zimske vrtove
- pergola tende
- polkrožne tende - kupole